# Haydaran
Haydaran (àrab: حيدران, Ḥaydarān) fou un lloc segurament situat prop de Gabes, en la ruta cap a Kairuan, conegut per la batalla que s'hi va lliurar l'any 1052.
El 14 d'abril de 1052 l'emir zírida Xàraf-ad-Dawla al-Muïzz ibn Badis i les seves tropes amazigues sanhadja foren aniquilades per les forces dels àrabs nòmades hilàlides enviades pel califa fatimita d'Egipte en revenja perquè l'emir havia reconegut el califa abbàssida de Bagdad.